# Pirata informàtic
Un pirata informàtic és una persona que s'introdueix il·legalment en un sistema de seguretat informàtic amb la voluntat de produir-hi un perjudici o de treure'n un profit. El pirata es distingeix del furoner (anglès hacker), una persona apassionada d'informàtica que, entre altres habilitats, pot fer l'intrús sense ànim de profit o de perjudicar. Ambdós poden utilitzar les mateixes tècniques i aptituds, però ho fan amb una motivació diferent. Empren la mateixa tecnologia, però mutatis mutandis se'ls podria comparar als tiradors: els pirates informàtics fan servir les seves armes per a fins criminals i els furoners serien aleshores els tiradors esportius, que només volen ensenyar llur destresa.
De vegades es fa servir la paraula anglesa cracker. No se l'ha de confondre amb el verb angles «crack» que significa trencar un codi secret de l'enemic, o el cracker, un ofici militar indispensable en temps de guerra, que en temps d'informàtica s'ha eixamplat amb la cerca de cracks informàtics. Segons Ralph D. Clifford, el pirata informàtic o cracker vol accedir de manera il·legal a un ordinador o una xarxa informàtica per cometre un segon crim, com ara destruir informació dins d'aquest sistema.
El pirateig informàtic toca moltes formes diferents. Hi ha joves curiosos que no s'adonen de les conseqüències. Hi ha periodistes sensacionalistes que per accions de pirateig i escoltes telefòniques van infringir al dret de privadesa. Uns dels casos més espectaculars va ser el tancament del diari britànic News of the World, després de 168 anys d'història, acusat de pirateig. O encara activistes religioses integristes o mers criminals tradicionals que fan robatoris en adaptar-se a la tecnologia moderna i per les quals el pirateig reemplaça informàticament el furt brutal o físic amb menys violència i menys danys als objectes robats. Una banda anglesa va especialitzar-se a robar cotxes de luxe en interceptar el senyal electrònic de tancament de les portes i en copiar la clau electònica des de l'ordinador de bord. Procurar-se dades de comptes bancaris o targetes de crèdit ja ha esdevingut un clàssic de la cibercriminalitat.